# 卡拉布希涅
49°11′58″N 35°42′59″E / 49.19944°N 35.71639°E
卡拉布希涅（烏克蘭語：Карабущине），是烏克蘭東部的村莊，隸屬哈爾科夫州的別列斯京區。該村始建於1920年，面積0.73平方公里，海拔高度135米，2001年人口146，人口密度每平方公里200.6人。